# Liga Krajowa
Liga Krajowa – organizacja powstała w 1993, działająca na rzecz rozwoju samorządności w Polsce.

## Historia
Stowarzyszenie zostało powołane do życia w 1993 jako Liga Miejska (nazwę zmieniło po kilku miesiącach). Celem jego działania była obrona dorobku reformy samorządowej z 1990 przed zakusami władz centralnych oraz działalność na rzecz rozwoju samorządności w miastach, gminach i regionach. Szczególnym polem działania Ligi było dążenie do zapewnienia gminom i miastom niezależności oraz stabilności finansowej.
Poprzedniczką Ligi była Konferencja Prezydentów, Burmistrzów i Wójtów w Poznaniu, zorganizowana po raz pierwszy w 1992, następnie przekształcona w dwa organy stałe: Komisję Wspólną Rządu i Samorządu oraz Radę ds. Samorządu Terytorialnego przy Prezydencie RP.

## Profil i program
Liga określa się jako organizacja centrowa. Z drugiej strony „Memorandum Ligi Krajowej” z czerwca 2000 odwołuje się jedynie do „prawicy” i AWS, pomijając organizacje centrowe, nawiązująca do tradycji patriotycznych i niepodległościowych oraz dorobku NSZZ „Solidarność” z lat 80., wspierająca system wartości oparty na chrześcijaństwie i wzajemnej tolerancji. Samorząd terytorialny uznaje za „fundament demokratycznego ładu w Państwie”. Jest zwolenniczką decentralizacji kompetencji i finansów publicznych. Dąży do rozwoju trójstopniowego samorządu terytorialnego na bazie reformie samorządowej z 1999, wspierania samorządności gospodarczej i środowiskowej, wychowania młodego pokolenia w poszanowaniu kultury i tradycji narodowej, wspierania samodzielności ekonomicznej rodziny, udziału samorządu lokalnego w decyzjach gospodarczych kraju, poprawy stanu infrastruktury oraz tworzenia warunków dla indywidualnego rozwoju mieszkańców.

## Władze
Na czele zarządu Ligi stoi Tadeusz Wrona, jego zastępcą są m.in. Mieczysław Janowski i Jan Chmielewski. Oprócz zarządu działa Rada i Komisja Rewizyjna Ligi Krajowej.

## Obszar działania
Obecnie Liga zrzesza organizacje działające w miastach i gminach wszystkich województw RP. Prowadzi działalność wydawniczą – wydaje „Miesięcznik Ligi Krajowej”.

## Nagroda im. Grzegorza Palki
Od 1998 Liga przyznaje nagrodę im. Grzegorza Palki „za wybitne zasługi dla rozwoju samorządu terytorialnego”. W Kapitule Nagrody zasiadają m.in. Jadwiga Palka, Jerzy Kropiwnicki i Tadeusz Wrona, w dziedzinie ogólnopaństwowej, w dziedzinie działalności samorządowej o wymiarze ogólnokrajowym oraz w kategorii działań w samorządzie lokalnym o znaczeniu ponadlokalnym. Laureatami nagrody byli m.in. Jerzy Buzek, Irena Lipowicz, Danuta Hübner i Brunon Synak (w dziedzinie ogólnopolskiej), Piotr Uszok, Jerzy Widzyk i Rafał Dutkiewicz (w dziedzinie działalności samorządowej o wymiarze ogólnokrajowym), Adam Bachleda-Curuś, Adam Fudali i Wojciech Lubawski (w kategorii działań w samorządzie lokalnym o znaczeniu ponadlokalnym).